# Flabellobasis
Flabellobasis é um gênero de mariposa pertencente à família Crambidae.